# Star Wars: Galactic Battlegrounds
Star Wars: Galactic Battlegrounds ist ein Echtzeit-Strategiespiel, das von Ensemble Studios und LucasArts entwickelt wurde und 2001 für Microsoft Windows und macOS erschien.
Mit Star Wars: Galactic Battlegrounds: Clone Campaigns erschien eine Computerspiel-Erweiterung am 14. Mai 2002, zwei Tage vor dem Filmstart von Star Wars: Episode II – Angriff der Klonkrieger, die das Add-on inhaltlich thematisiert.

## Handlung
Die Kampagne spielt innerhalb der zeitlichen Abläufe von Star Wars: Episode I – Die dunkle Bedrohung bis Star Wars: Episode VI – Die Rückkehr der Jedi-Ritter, gehört aber seit der Übernahme von LucasArts durch Disney Company nicht mehr zum Star-Wars-Kanon, sondern zum Star-Wars-Erweiterten-Universum.

## Spielprinzip
Im Spiel steuert man eines der sechs im Spiel vorkommenden Völker des Star-Wars-Universums: Wookies, galaktisches Imperium, Rebellenallianz, Gungans, Naboo, Handelsföderation. Einheiten werden in isometrischer Perspektive über das Schlachtfeld kommandiert.

## Entwicklung
Star Wars: Galactic Battlegrounds sowie Star Wars: Galactic Battlegrounds: Clone Campaigns wurden von LucasArts und den Ensemble Studios entwickelt. Das Hauptspiel und die Erweiterung wurde federführend von Garry M. Gaber entwickelt. Verwendet wird die aus Age of Empires bekannte Spiele-Engine.

## Rezeption
Die Grafik sei mit 256 Farben nicht mehr zeitgemäß und bei den Effekten scheußlich anzusehen. Die Missionen glänzen hingegen durch überraschende Wendungen und neue Auftragszeilen. Die Akustik sei dank Soundtrack von John Williams perfekt gelungen. Spielerisch habe man hingegen lediglich mittelalterliche Ressourcen gegen futuristische ersetzt und alle Spielmechaniken übernommen. Das Spiel wirke vielmehr wie eine Mod für Age of Empires II als ein Vollpreistitel.